# 领春木
领春木（学名：Euptelea pleiosperma）为领春木科领春木属下的一个种。